# Powiat wyrzyski
Powiat wyrzyski – powiat istniejący w latach 1920–1939 oraz 1945–1975, najpierw w II Rzeczypospolitej, a następnie w PRL, z siedzibą w Wyrzysku.

## Historia
Powiat powstał na terenie należącym do niemieckiego powiatu Wirsitz. Początkowo należał do woj. poznańskiego, 1 kwietnia 1938 został przyłączony do województwa pomorskiego. 26 października 1939 teren powiatu został ponownie włączony do Niemiec pod nazwą powiat Wirsitz. W roku 1945 ponownie w granicach Polski. Od 1950 roku w woj. bydgoskim (do 1975). Ostateczny zasięg powiatu obejmował tereny obecnych powiatów nakielskiego (woj. kujawsko-pomorskie) i pilskiego (woj. wielkopolskie). Jego ośrodkiem administracyjnym był Wyrzysk. Oprócz Wyrzyska na terenie powiatu istniały miasta: Nakło nad Notecią, Łobżenica, Miasteczko Krajeńskie, Mrocza i Wysoka.
Po reformie administracyjnej w 1975 roku terytorium powiatu zostało podzielone pomiędzy nowe (mniejsze) województwo bydgoskie oraz województwo pilskie. Powiatu nie przywrócono w roku 1999, a sam Wyrzysk włączono do powiatu pilskiego w woj. wielkopolskim.
1 sierpnia 1934 r. dokonano nowego podziału powiatu na gminy wiejskie.

## Gminy w 1934
- Białośliwie
- Łobżenica
- Mrocza
- Nakło
- Sadki
- Wyrzysk
- Wysoka

## Miasta
- Nakło nad Notecią
- Łobżenica
- Miasteczko Krajeńskie
- Mrocza
- Wyrzysk
- Wysoka